# Distrikt Kassel

Lage des Distrikts Kassel im Departement der Fulda, 1811

Der Distrikt Kassel bestand zwischen 1807 und 1813 im Departement der Fulda des Königreiches Westphalen. Im Jahre 1807 hatte der Distrikt Kassel 122.992 Einwohner.
Der Distrikt umfasste folgende Kantone:
Kassel, Felsberg, Fritzlar, Gensungen, Grebenstein, Gudensberg, Hofgeismar, Hoof, Karlshafen, Kaufungen, Körle, Melsungen, Münden, Naumburg, Niedenstein, Niedermeiser, Ober-Vellmar, Veckerhagen, Volkmarsen, Wabern, Waldau, Wolfhagen, Zierenberg, Zwehren